# روبرت فرانكلين ويليامز
كان روبرت فرانكلين ويليامز (26 فبراير 1925 - 15 أكتوبر 1996) أحد قادة الحقوق المدنية الأميركيين، ومؤلفًا معروفًا بكونه رئيسًا للجمعية الوطنية للنهوض بالملونين، في مونرو  بولاية كارولاينا الشمالية في الخمسينيات وحتى عام 1961. نجح في تحقيق الدمج العرقي في مكتبة عامة محلية وحمام سباحة في مونرو. في وقت يتسم بالتوتر العنصري الشديد والانتهاكات الرسمية، روّج ويليامز للدفاع المسلح عن النفس بين السود في الولايات المتحدة. إضافة إلى ذلك، ساعد في 1959 في الحصول على دعم للعفو عن صبيين أمريكيين من أصول إفريقية تلقوا عقوبات إصلاحية طويلة في قضية تُعرف باسم «قضية التقبيل» في عام 1958. جذبت هذه القضية الكثير من الاهتمام والانتقاد للدولة على الصعيدين الوطني والدولي.
حصل وليامز على ميثاق من الجمعية الوطنية للبنادق، وأنشأ نادٍ للبنادق للدفاع عن السود في مونرو من مجموعة الكو كلوكس كلان أو من أي مهاجمين آخرين. دعم الفرع المحلي من الجمعية الوطنية نُشطاء «فرسان الحرية» الذين سافروا إلى مونرو في صيف عام 1961 في اختبار للدمج العرقي للحافلات التي تنتقل بين الولايات. في أغسطس 1961، غادر وزوجته الولايات المتحدة لعدة سنوات لتجنب اتهامات الدولة له بالخطف في ما يتعلق بأعمال العنف التي حدثت بعد وصول فرسان الحرية إلى مونرو. أسقطت الدولة هذه الاتهامات عندما بدأت محاكمته عام 1975 بعد عودته. يُعرف وليامز بأنه قومى أسود عاش في كل من كوبا وجمهورية الصين الشعبية خلال فترة نفيه بين عامي 1961 و1969.
أعيدت طباعة كتاب ويليامز «زنوج مع بنادق» (1962) عدة مرات، وآخرها عام 2013. يشرح ويليامز في هذا الكتاب تجربته مع العنصرية العنيفة وخلافه مع الجناح غير العنيف لحركة الحقوق المدنية. كان نص الكتاب مؤثرًا على نطاق واسع؛ أشار مؤسس حزب الفهد الأسود، هيوي نيوتن، ومؤسس رابطة الدفاع الأمريكية الإفريقية موريسيلم-لي ميلير إلى أنّه مصدر إلهام كبير.

## نشأته
وُلد روبرت فرانكلين ويليامز في مونرو في ولاية نورث كارولينا، في 26 فبراير 1925 لإيما كارتر وجون ل. ويليامز الذين عملا في تنظيف مرجلات السكك الحديدية. كان لديه شقيقتان، لورين جارلينجتون وجيسي لينك؛ وشقيقان، جون إتش ويليامز وإدوارد وليامز إس. أعطته جدته، التي كانت عبدةً في السابق، بندقية جده. كان جده مروج حملات جمهوريًا، وناشرًا لصحيفة «ذا بيبول فويس» خلال السنوات الصعبة التي أعقبت إعادة الإعمار في ولاية كارولينا الشمالية. في سن الـ 11، شهد وليامز ضرب وجرّ امرأةٍ سوداء على يد ضابط شرطة يُدعى جيسي هيلمز الأب. كان هيلمز الأب، قائد الشرطة لاحقًا، والد السيناتور الأمريكي المُستقبلي جيسي هيلمز.
انضم وليامز في شبابه إلى حركة الهجرة الكبيرة، إذ سافر شمالًا للعمل الصناعي خلال الحرب العالمية الثانية. شهد أعمال الشغب العرقية في ديترويت عام 1943 المدفوعة بالمنافسة العمالية بين الأمريكيين البيض والسود. بعد اختياره عام 1944، خدم لمدة عام ونصف عسكريًا في البحرية التي كانت مفصولة عرقيًا وقتها، ثم عاد إلى مونرو بعد ذلك.

## زواجه وعائلته
في عام 1947، تزوج ويليامز من امرأة أمريكية من أصل أفريقي تبلغ من العمر 16 عامًا تدعى مابلا أولا روبنسون، التي كانت زميلة ناشطة في مجال الحقوق المدنية. أنجبا ثلاثة أطفال هم جون سي ويليامز، وروبرت ويليامز جونيور، وفرانكلين إتش ويليامز.

## نشاطه في الحقوق المدنية
بعد عودته إلى مونرو في عام 1945 بعد خدمته الحربية في البحرية، انضم ويليامز إلى الفرع المحلي للجمعية الوطنية للنهوض بالملونين. أراد تغيير حالة البلدة المفصولة عرقيًا لحماية الحقوق المدنية للسود. لم يكن ذلك الفرع نشطًا للغاية، وكان عدد أعضائه في انخفاض. انتُخب وليامز رئيسًا والدكتور ألبرت بيري نائبًا له. أعاد الاثنان تنشيط المجموعة خلال الخمسينيات.
أولًا عمِلا على تحقيق الدمج العرقي في المكتبة العامة. بعد هذا النجاح، في عام 1957، قاد ويليامز أيضًا جهودًا لدمج حمامات السباحة العامة، والتي مولت وشغلت بواسطة أموال دافعي الضرائب. كان لديه أتباع شكلوا خطوط اعتصام حول حمام السباحة. نظم أعضاء الجمعية الوطنية للنهوض بالملونين مظاهرات سلمية، لكن المعارضين أطلقوا النار على خطوط مظاهراتهم. لم يُقبض على أي شخص أو معاقبته، على الرغم من وجود ضباط شرطة. في ذلك الوقت، كان لدى مونرو فرع كبير من مجموعة كو كلوكس كلان. قدرت الصحافة أنّ عدد أعضائها في البلدة كان 7500 عضو، في حين كان عدد سكان البلدة 12000 نسمة.

### قضية التقبيل
في عام 1958، دافع ويليامز كرئيس لفرع الجمعية الوطنية للنهوض بالملونين عن صبيين شابين أسودين، بعمر السابعة والتاسعة، اللذان سُجنا في مونرو بعد أن قبلت فتاة بيضاء أحدهما. غُطيت الحادثة دوليًا وأصبح ويليامز معروفًا في جميع أنحاء العالم. كانت حملته الدعائية، التي جذبت العناوين الرئيسية التي تنتقد مونرو والولايات المتحدة في الصحافة العالمية، مفيدة لفضح المسؤولين المعنيين. أطلقت السلطات سراح الولدان في النهاية. عفا حاكم ولاية كارولينا الشمالية عن الولدان، لكن الولاية لم تعتذر أبدًا عن سوء معاملتهم لهما. عُرفت الحادثة باسم «قضية التقبيل».

### حُراس الحرية
عندما أرسل مؤتمر المساواة العرقية مجموعة «حراس الحرية» إلى مونرو للقيام بحملة في عام 1961 لتحقيق الدمج العرقي في حافلات الطرق السريعة، دعمتهم الجمعية الوطنية للنهوض بالملونين. وُفرت إقامة لهم في نيوتاون، القسم الأسود من بلدة مونرو. تجمع المعتصمون يوميًا حول مبنى المحكمة، تحت مجموعة متنوعة من القيود من قبل شرطة مونرو، مثل الاضطرار إلى الوقوف على بعد 15 قدمًا من بعضهم البعض. خلال هذه الحملة، تعرض حراس الحرية للضرب على أيدي حشود عنيفة في أنيستون وألاباما وبرمنغهام.
في ذلك الوقت تقريبًا، قام زوجان أبيضان بقيادة سيارتهما داخل بلدة قريبة من القسم الأسود من مونرو، بعدما أغلق المعتصمون الشوارع الأخرى بسبب الاحتجاجات حول قاعة المحكمة. أوقِفوا في الشارع من قبل حشد غاضب. من أجل سلامتهم، نُقلوا إلى منزل ويليامز.
أخبرهم وليامز في البداية بأنه يمكنهم الذهاب، لكنه سرعان ما أدرك أنّ الحشد لن يمنحهم مرورًا آمنًا. أبقى الزوجين الأبيضين في منزل قريب لحين يتمكنا من مغادرة الحي بأمان. اتهمت السلطات القانونية في ولاية كارولينا الشمالية وليامز بخطف الزوجين. قام هو وعائلته بالفرار من الولاية أثناء مطاردة الشرطة له.
في 28 أغسطس 1961، أصدر مكتب التحقيقات الفيدرالي مذكرة في تشارلوت في ولاية نورث كارولينا، متهمًا وليامز بالقيام برحلة غير شرعية بين الولايات لتفادي الملاحقة القضائية بتهمة الاختطاف. أدرجت وثائق مكتب التحقيقات الفيدرالي ويليامز على أنه «كاتب مستقل وبوّاب... شُخّص [ويليامز] من قبل بأنه مصاب بمرض الفُصام وقد دافع عن العنف وروج له ... يُعتبر مسلحًا خطيرًا للغاية». بعد توزيع ملصقات تُطالب بالبحث عنه، التي وقعها مدير مكتب التحقيقات الفيدرالي ج. إدغار هوفر، قرر وليامز مغادرة البلاد.

## وفاته
توفي ويليامز عن عمر يناهز 71 عامًا بسبب إصابته بورم ليمفوما هودجكين في 15 أكتوبر 1996. كان يعيش وقتها في بالدوين، ميشيغان. في جنازته، عبّرت روزا باركس، التي كانت ناشطة معروف بالترويج لمقاطعة الحافلات في مونتغمري، ألاباما، في عام 1955، عن التقديرالعالي لويليامز من قبل أولئك الذين ساروا بسلام مع مارتن لوثر كينغ في ألاباما. قدمت باركس التأبين في جنازة ويليامز في عام 1996، وأشادت به «لشجاعته والتزامه بالحرية». ختمت كلامها قائلةً إنّ «التضحيات التي قدمها وما فعله يجب أن يُسجل في التاريخ ولا يُنسى أبدًا».
خلّف ويليامز حفيده روبرت ف. وليامز الثالث وبنجامين وليامز، وابنة ميلاني ويليامز. عاشت زوجته، مابل، لمدة 18 عامًا بعد وفاته، وتوفيت في 19 أبريل 2014.